# GABPB1
GABPB1 (англ. GA binding protein transcription factor beta subunit 1) – білок, який кодується однойменним геном, розташованим у людей на короткому плечі 15-ї хромосоми. Довжина поліпептидного ланцюга білка становить 395 амінокислот, а молекулярна маса — 42 483.
| 10         |  | 20         |  | 30         |  | 40         |  | 50         |
| ---------- |  | ---------- |  | ---------- |  | ---------- |  | ---------- |
| MSLVDLGKKL |  | LEAARAGQDD |  | EVRILMANGA |  | PFTTDWLGTS |  | PLHLAAQYGH |
| YSTTEVLLRA |  | GVSRDARTKV |  | DRTPLHMAAS |  | EGHASIVEVL |  | LKHGADVNAK |
| DMLKMTALHW |  | ATEHNHQEVV |  | ELLIKYGADV |  | HTQSKFCKTA |  | FDISIDNGNE |
| DLAEILQIAM |  | QNQINTNPES |  | PDTVTIHAAT |  | PQFIIGPGGV |  | VNLTGLVSSE |
| NSSKATDETG |  | VSAVQFGNSS |  | TSVLATLAAL |  | AEASAPLSNS |  | SETPVVATEE |
| VVTAESVDGA |  | IQQVVSSGGQ |  | QVITIVTDGI |  | QLGNLHSIPT |  | SGIGQPIIVT |
| MPDGQQVLTV |  | PATDIAEETV |  | ISEEPPAKRQ |  | CIEIIENRVE |  | SAEIEEREAL |
| QKQLDEANRE |  | AQKYRQQLLK |  | KEQEAEAYRQ |  | KLEAMTRLQT |  | NKEAV      |

A: Аланін

C: Цистеїн

D: Аспарагінова кислота

E: Глутамінова кислота

F: Фенілаланін

G: Гліцин

H: Гістидин

I: Ізолейцин

K: Лізин

L: Лейцин

M: Метіонін

N: Аспарагін

P: Пролін

Q: Глутамін

R: Аргінін

S: Серин

T: Треонін

V: Валін

W: Триптофан

Задіяний у таких біологічних процесах, як транскрипція, регуляція транскрипції, ацетилювання, альтернативний сплайсинг. 
Локалізований у ядрі.